# Матукана золотистоцветковая
Матука́на золотистоцветко́вая (лат. Matucana aureiflora) — вид двудольных растений рода Matucana семейства Кактусовые (Cactaceae). Растение впервые описано немецким ботаником Фридрихом Риттером в 1823 году.

## Биологическое описание

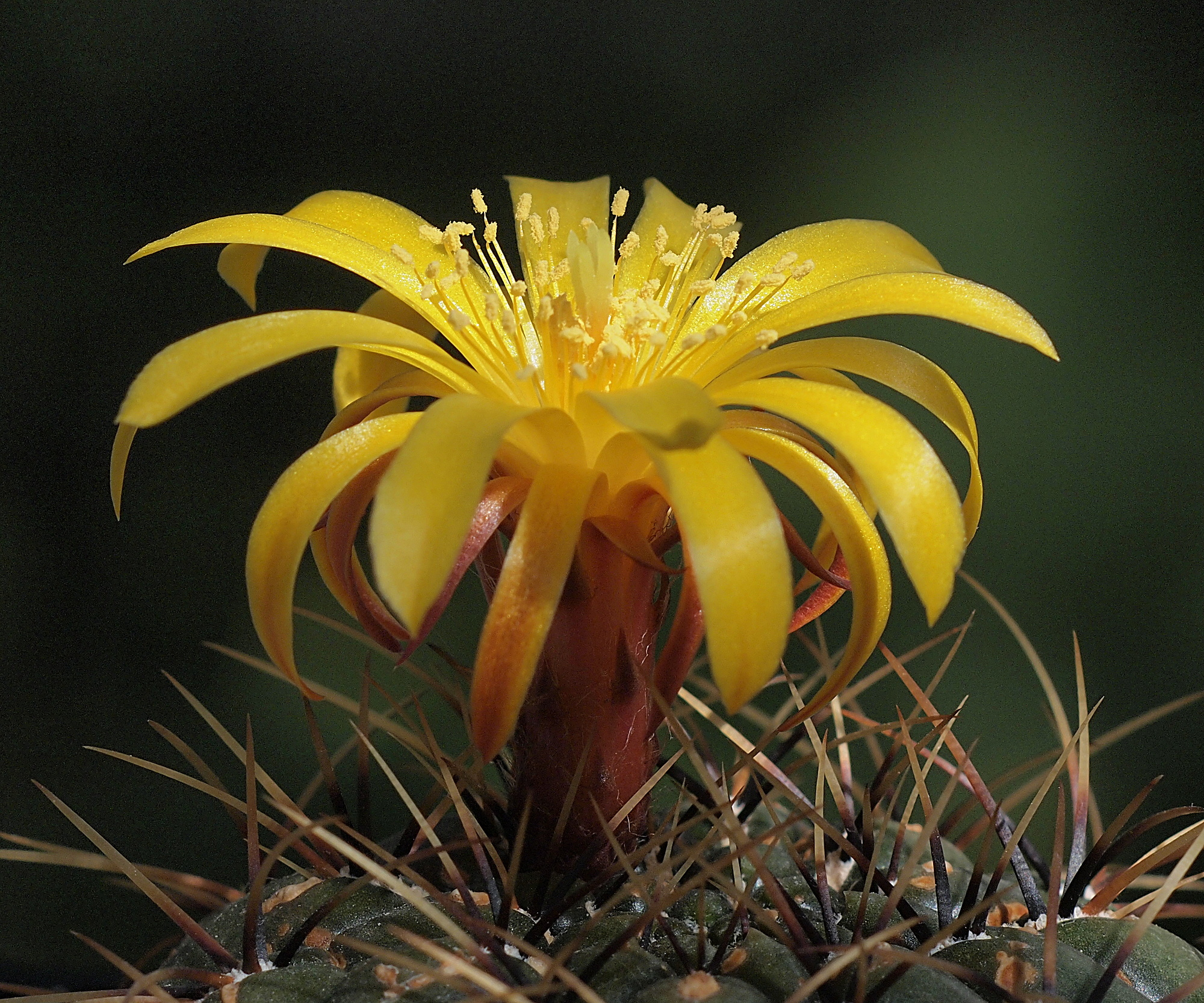
Цветок

Кактус сплющенно-шаровидной формы, высотой 10 и диаметром до 12 см. Корень стержневой. Колючки закрученные, янтарного цвета. Цветки жёлтые или золотистые, длиной 5 см и 3—4 см диаметром; раскрыты круглые сутки. Цветёт весной и летом. Размножается семенами. В естественной среде обитания растёт медленно, но значительно быстрее в условиях неволи.

## Распространение
Эндемик Перу, произрастающий в регионах Анкаш, Арекипа, Аякучо, Кахамарка (родина растения), Уанкавелика, Ла-Либертад и Лима.

## Значение
Выращивается как декоративное растение.

## Замечания по охране
Вид считается находящимся на грани исчезновения («critically endangered») по данным Международного союза охраны природы. Основные угрозы существованию Matucana aureiflora — урбанизация (в частности, расширение города Кахамарка, в окрестностях которого вид широко распространён) и, в меньшей степени, сельскохозяйственная деятельность человека. Вследствие антропогенного воздействия численность экземпляров постоянно снижается.

## Синонимы
Синонимичное название — Submatucana aureiflora (F.Ritter) Backeb.